# Sergio Busquets i Burgos
Sergio Busquets i Burgos (Sabadell, 16 de juliol de 1988) és un futbolista català criat a Badia del Vallès, que juga de mig centre, actualment a l'Inter de Miami, però conegut sobretot per la seva carrera al FC Barcelona i a la selecció espanyola. És fill de l'antic porter del FC Barcelona Carles Busquets, posteriorment entrenador de porters del Futbol Club Barcelona B. Hom el considera un jugador capaç de dirigir el joc a través de passades curtes i tranquil·les i un dels millors migcampistes defensius de tots els temps.
Va arribar al primer equip del FC Barcelona el juliol de 2008, i hi ha jugat més de 700 partits amb el club. Fou part de l'equip que va guanyar el triplet, amb lliga, copa i Champions la temporada 2008–09 i la 2014–15.
És internacional amb la selecció catalana, i també amb l'espanyola.
Busquets va debutar amb la selecció espanyola absoluta el 2009, i hi ha disputat més de 140 partits. Hi ha guanyat el Mundial de 2010 i l'Eurocopa de 2012, a banda de participar en tres Mundials més, i diverses Eurocopes.

## Trajectòria esportiva
Nascut a Sabadell però criat a Badia del Vallès, va fer les primeres passes en el món del futbol a la Unió de Futbol Barberà, Unió Esportiva Lleida i Jàbac de Terrassa, fins que, el 2005 ingressà al futbol base del FC Barcelona.

### FC Barcelona
La seva progressió va permetre que el maig de 2007 fos convocat per Frank Rijkaard per als partits del primer equip a la Copa de Catalunya, competició en la qual va arribar a disputar alguns minuts de la final, que l'equip blaugrana guanyà en imposar-se al RCD Espanyol.
La temporada 2007-08 va jugar sota les ordres de Pep Guardiola al filial del Barça, amb el qual va ser campió de Tercera Divisió, i aconseguí l'ascens a la Segona B. Busquets va ser convocat en 23 partits, i va marcar dos gols.
La temporada següent, Guardiola, al capdavant del primer equip, va decidir emportar-se Busquets a la concentració de pretemporada, i li va donar minuts a la Copa Catalunya -on va marcar el seu primer gol oficial amb el primer equip- i el Trofeu Joan Gamper. Poc després arribaria el seu debut a Primera Divisió.
El 13 de setembre de 2008, Josep Guardiola i Sala el va fer debutar en un partit de lliga a la 2a jornada al Camp Nou contra el Racing de Santander, partit en què va jugar els noranta minuts. Ràpidament, i a despit de no tenir fitxa no professional amb el filial, va aconseguir de consolidar-se com a titular al primer equip blaugrana. La seva progressió també va cridar l'atenció del seleccionador espanyol, Vicente del Bosque, i va debutar amb la selecció espanyola sub 21 l'octubre de 2008.
El 22 d'octubre de 2008, va aconseguir el seu primer gol amb el primer equip blaugrana, coincidint amb el seu debut a la Lliga de Campions, en un partit contra l'FC Basel guanyat pels catalans per 0 a 5.
El 22 de desembre de 2008 va renovar el seu contracte amb el Barça fins a 2013.
El 27 de maig de 2009 va ser alineat a la final de la Lliga de Campions de la UEFA contra el Manchester United FC, amb resultat de 2-0 a favor del Barça. L'equip va sumar el "triplet" amb Busquets com una de les seves peces clau.
El 28 d'agost de 2009 fou suplent en el partit de la Supercopa d'Europa que enfrontà el Barça contra l'FC Xakhtar Donetsk, que l'equip blaugrana guanyà per 1 a 0 en la pròrroga. Busquets entrà al camp al minut 100 de partit, substituint el seu company Yaya Touré.
El 28 de maig de 2011 es proclamà campió de la Lliga de Campions per segona vegada amb el FC Barcelona, novament contra el Manchester United FC, guanyant 3-1 a la final de Wembley.
El 19 de desembre de 2011 es proclama campió de la Copa Mundial de Clubs de la FIFA per segona vegada amb el FC Barcelona contra el Santos, guanyant 0-4 a la final de Yokohama (Japó).
El 15 de gener de 2012 complí 100 partits en lliga amb el FC Barcelona.
El 2014, va deixar el dorsal 16, i va passar a jugar amb el número 5, dorsal que heretà després de la retirada de Carles Puyol, per desig exprés de l'excapità.
El 6 de juny de 2015 formà part de l'equip titular del Barça que va guanyar la final de la Lliga de Campions 2015, a l'Estadi Olímpic de Berlín per 1 a 3, contra la Juventus de Torí.
L'11 d'agost de 2015 va jugar, com a titular, al partit de la Supercopa d'Europa 2015, a Tbilissi, en què el Barça va guanyar el Sevilla CF per 5 a 4.
Busquets va obrir el marcador en una victòria per 3-0 contra la UD Las Palmas l'1 d'octubre de 2017, partit que es va jugar a porta tancada al Camp Nou a causa del referèndum per la independència de Catalunya. Aproximadament un any després, va signar un nou contracte fins al juny del 2023, que augmentava la seva clàusula de rescissió de 200 a 500 milions d'euros. El 24 de novembre de 2018 va jugar el seu partit 500 amb el Barça al camp de l'Atlètic de Madrid, i va disputar el seu partit 100 a la Lliga de Campions l'11 de desembre, en un empat 1-1 a casa en la fase de grups contra el Tottenham Hotspur FC.
El 9 de gener del 2021, Busquets va disputar el seu partit 600 amb el Barça en una victòria per 4-0 contra el Granada a Los Cármenes. Només els seus coetanis Xavi, Iniesta i Messi havien jugat més partits en la història del club. L'agost, es va convertir en capità del club després que marxés Messi al París Saint-Germain. El 12 de gener del 2023, Busquets va disputar el seu partit 700 amb el Barça en la victòria del seu equip a la tanda de penals després d'empatar 2-2 contra el Reial Betis a l'Estadi Internacional Rei Fahd en la semifinal de la Supercopa d'Espanya 2022-23. En el següent partit, tres dies després, Busquets va participar en la victòria del seu equip per 3-1 contra el Reial Madrid en la final de la Supercopa d'Espanya 2023, i va esdevenir el jugador amb més partits en la història d'El Clàssic amb 45 partits, juntament amb Lionel Messi i Sergio Ramos, a més de convertir-se en el jugador amb més victòries en partits del Clàssic, amb 21 partits, juntament amb Paco Gento. El 2 de març, en el següent partit del Clàssic, Busquets va batre tots dos rècords en una victòria per 0-1 del Barcelona a l'anada de les semifinals de la Copa del Rei 2023.
El 10 de maig del 2023, Busquets va anunciar que deixaria el FC Barcelona a final de temporada.

### Inter de Miami
El 24 de juny del 2023, l'Inter de Miami va anunciar el fitxatge de Busquets.

## Internacional

### Selecció catalana
El 30 de desembre de 2011 va disputar amb la selecció catalana el Trofeu Catalunya Internacional 2011,  contra la selecció de Tunísia, un partit disputat a l'Estadi Olímpic Lluís Companys, que va acabar en empat a 0.
El 3 de gener de 2013 va disputar amb la selecció catalana el Trofeu Catalunya Internacional 2012,  contra la selecció de Nigèria, un partit disputat a l'Estadi de Cornellà-El Prat, que va acabar en empat a 1.
El 30 de desembre de 2013 va disputar amb la selecció catalana el Trofeu Catalunya Internacional 2013, un partit contra la selecció de Cap Verd, un partit disputat a l'Estadi Olímpic Lluís Companys de Barcelona, que va acabar amb victòria de la selecció catalana per 4 gols a 1.

### Selecció espanyola

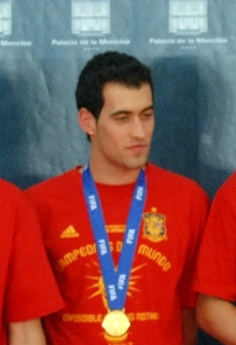
Busquets, durant la recepció oferta a la al Palau de la Moncloa després de proclamar-se vencedors de la Copa del Món de Futbol de 2010.

L'11 d'octubre de 2008 debutà amb la selecció d'Espanya sub-21 en un partit de classificació per l'Eurocopa de la categoria davant Suïssa, en què va marcar un gol.
El 6 de febrer de 2009, Vicente del Bosque el va convocar per primera vegada per jugar amb la selecció absoluta espanyola contra Anglaterra en un amistós, tot i que finalment no va arribar a jugar.
Va debutar l'1 d'abril de 2009 a Istanbul davant Turquia, a un partit de classificació per a la Copa del Món de 2010. Busquets va entrar al minut 77 de partit en substitució de Silva.
El juny de 2009 el seleccionador Vicente del Bosque va incloure’l a la llista de convocats per disputar la Copa Confederacions.
El 29 de maig de 2010 el seleccionador Vicente del Bosque va incloure’l a la llista final de convocats per a la Copa del Món de Futbol de 2010, i fou titular indiscutible del combinat espanyol en aquest campionat.
L'11 de juliol de 2010 es proclamà campió de la Copa del Món de Futbol de 2010 amb la selecció espanyola, essent titular en tots els partits.
El 27 de maig de 2013, entrà a la llista de 26 preseleccionats per Vicente del Bosque per disputar la Copa Confederacions 2013, i posteriorment el 2 de juny, entrà a la llista definitiva de convocats per aquesta competició.
El 31 de maig de 2014 entrà a la llista de 23 seleccionats per Vicente del Bosque per participar en la Copa del Món de Futbol de 2014; aquesta serà la seva segona participació en un mundial. En cas que la selecció espanyola, la campiona del món del moment, guanyés novament el campionat, cada jugador cobraria una prima de 720.000 euros, la més alta de la història, 120.000 euros més que l'any anterior.
Va ser titular a la final de la Lliga de Nacions de la UEFA 2021 que Espanya va perdre contra França per 1-2.

## Estadístiques

### Club
Actualitzat a l'últim partit jugat el 28 de maig de 2023
| Club           | Temporada     | Lliga         | Lliga   | Lliga | Copa    | Copa | Europa  | Europa | Altres  | Altres | Total   | Total |
| Club           | Temporada     | Divisió       | Partits | Gols  | Partits | Gols | Partits | Gols   | Partits | Gols   | Partits | Gols  |
| -------------- | ------------- | ------------- | ------- | ----- | ------- | ---- | ------- | ------ | ------- | ------ | ------- | ----- |
| FC Barcelona B | 2007–08       | 3a            | 23      | 2     | —       | —    | —       | —      | —       | —      | 23      | 2     |
| FC Barcelona B | 2008–09       | 2a B          | 2       | 0     | —       | —    | —       | —      | —       | —      | 2       | 0     |
| FC Barcelona B | Total         | Total         | 25      | 2     | —       | —    | —       | —      | —       | —      | 25      | 2     |
| FC Barcelona   | 2008–09       | La Liga       | 24      | 1     | 9       | 0    | 8       | 2      | —       | —      | 41      | 3     |
| FC Barcelona   | 2009–10       | La Liga       | 33      | 0     | 4       | 0    | 10      | 0      | 5       | 1      | 52      | 1     |
| FC Barcelona   | 2010–11       | La Liga       | 28      | 1     | 5       | 0    | 12      | 0      | 1       | 0      | 46      | 1     |
| FC Barcelona   | 2011–12       | La Liga       | 31      | 1     | 8       | 0    | 10      | 1      | 3       | 0      | 52      | 2     |
| FC Barcelona   | 2012–13       | La Liga       | 31      | 1     | 4       | 0    | 8       | 0      | 2       | 0      | 45      | 1     |
| FC Barcelona   | 2013–14       | La Liga       | 32      | 1     | 5       | 1    | 9       | 1      | 2       | 0      | 48      | 3     |
| FC Barcelona   | 2014–15       | La Liga       | 33      | 1     | 4       | 0    | 10      | 0      | —       | —      | 47      | 1     |
| FC Barcelona   | 2015–16       | La Liga       | 35      | 0     | 5       | 0    | 9       | 0      | 4       | 0      | 53      | 0     |
| FC Barcelona   | 2016–17       | La Liga       | 33      | 0     | 5       | 0    | 8       | 0      | 2       | 0      | 48      | 0     |
| FC Barcelona   | 2017–18       | La Liga       | 31      | 1     | 7       | 0    | 10      | 0      | 2       | 0      | 50      | 1     |
| FC Barcelona   | 2018–19       | La Liga       | 35      | 0     | 6       | 0    | 12      | 0      | 1       | 0      | 54      | 0     |
| FC Barcelona   | 2019–20       | La Liga       | 33      | 2     | 2       | 0    | 7       | 0      | 1       | 0      | 43      | 2     |
| FC Barcelona   | 2020–21       | La Liga       | 36      | 0     | 6       | 0    | 6       | 0      | 2       | 0      | 50      | 0     |
| FC Barcelona   | 2021–22       | La Liga       | 36      | 2     | 2       | 0    | 12      | 1      | 1       | 0      | 51      | 3     |
| FC Barcelona   | 2022–23       | La Liga       | 30      | 0     | 5       | 0    | 5       | 0      | 2       | 0      | 42      | 0     |
| FC Barcelona   | Total         | Total         | 481     | 11    | 77      | 1    | 136     | 5      | 28      | 1      | 722     | 18    |
| Total carrera  | Total carrera | Total carrera | 506     | 13    | 77      | 1    | 136     | 5      | 28      | 1      | 747     | 20    |

Notes
1. 1 2 3 4 5 6 7 8 9 10 11 12 13 14  Partits(s) a la Lliga de Campions de la UEFA
2. ↑  One appearance in Supercopa d'Europa de futbol, two appearances in Supercopa d'España, two appearances and one goal in Campionat del Món de Clubs de futbol
3. 1 2 3 4 5 6 7 8 9  Participacions a la Supercopa d'Espanya
4. ↑  Una aparició a la Supercopa de la UEFA Super Cup, una aparició a la Supercopa d'Espanya, una aparició a la copa del món de la FIFA
5. ↑  Una aparició a la Supercopa de la UEFA, una aparició a la Supercopa d'Espanya, dues aparicions a la Copa del Món de Clubs de la FIFA
6. ↑  Sis aparicions a la UEFA Champions League, sis aparicions i un gol a la Lliga Europa de la UEFA

### Internacional
Actualitzat a l'últim partit jugat el 6 de desembre de 2022.
| Selecció | Year  | Partits | Gols |
| -------- | ----- | ------- | ---- |
| Espanya  | 2009  | 10      | 0    |
| Espanya  | 2010  | 16      | 0    |
| Espanya  | 2011  | 11      | 0    |
| Espanya  | 2012  | 14      | 0    |
| Espanya  | 2013  | 12      | 0    |
| Espanya  | 2014  | 11      | 2    |
| Espanya  | 2015  | 8       | 0    |
| Espanya  | 2016  | 12      | 0    |
| Espanya  | 2017  | 8       | 0    |
| Espanya  | 2018  | 9       | 0    |
| Espanya  | 2019  | 5       | 0    |
| Espanya  | 2020  | 4       | 0    |
| Espanya  | 2021  | 13      | 0    |
| Espanya  | 2022  | 10      | 0    |
| Total    | Total | 143     | 2    |

Les puntuacions i els resultats indiquen primer el nombre de gols d'Espanya.
| No. | Data             | Lloc                         | Partit | Oponent   | Puntuació | Resultat | Competició               |
| --- | ---------------- | ---------------------------- | ------ | --------- | --------- | -------- | ------------------------ |
| 1   | 8 setembre 2014  | Ciutat de València, València | 70     | Macedonia | 3–1       | 5–1      | Qual. Eurocopa UEFA 2016 |
| 2   | 15 novembre 2014 | Nuevo Colombino, Huelva      | 73     | Belarús   | 2–0       | 3–0      | Qual. Eurocopa UEFA 2016 |

## Palmarès
FC Barcelona

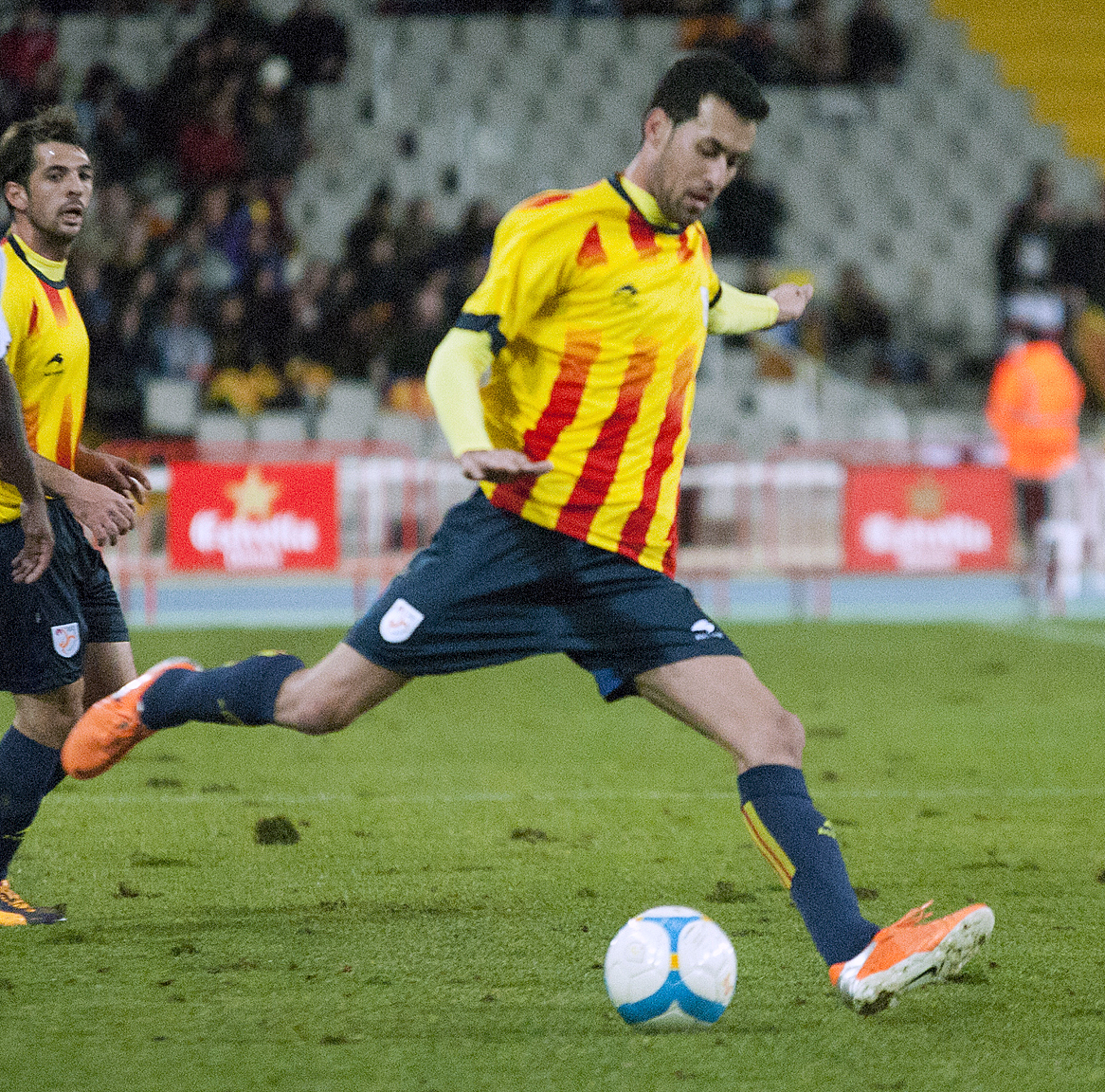
Busquets jugant amb Catalunya, el 2013.

- 3 Campionats del Món de Clubs: 2009, 2011 i 2015
- 3 Supercopes d'Europa: 2009, 2011, 2015
- 3 Lligues de Campions: 2008-09, 2010-11, 2014-15
- 7 Copes del Rei: 2008-09, 2011-12, 2014-15, 2015-16 2016-17, 2017-18 i 2020–21
- 9 Lligues espanyoles: 2008-09, 2009-10, 2010-11, 2012-13, 2014-15, 2015-16, 2017-18, 2018-19 i 2022-23
- 7 Supercopes espanyoles: 2009, 2010, 2011, 2013, 2016, 2018 i 2023

Inter de Miami
- 1 Leagues Cup: 2023[52]
- 1 Supporters' Shield: 2024[53]

Selecció espanyola
- 1 Copa del Món de Futbol: 2010
- 1 Eurocopa: 2012
- Equip Ideal de l'Eurocopa 2012

#### Individual
- Trofeu Bravo: 2009
- Jugador Revelació de la Lliga: 2009
- Equip estelar de la Copa Mundial de la FIFA: 2010[54]
- Millor jugador de l'Eurocopa: 2012
- Millor equip de la temporada a la Lliga de Campions de la UEFA: 2014-15[55]
- Millor equip de La Lliga: 2015-16
- Equip de la temporada de la Lliga de la UEFA: 2015-16[56]
- Millor jugador de la fase final de la UEFA Nations League: 2021[57]

#### Condecoracions
- Premis Princesa d'Astúries: 2010
- Reial Orde del Mèrit Esportiu: 2011[58]